# Robert Perew
Robert Perew   (Filadèlfia, 5 d'agost de 1923 - Denton, 14 de novembre de 1999), també conegut com a Bob Perew, fou un remer estatunidenc que va competir durant la dècada de 1940. Durant la Segona Guerra Mundial va servir a la Marina dels Estats Units.
El 1948 va prendre part en els Jocs Olímpics de Londres, on guanyà la medalla de bronze en la prova del quatre sense timoner del programa de rem. Formà equip amb Frederick Kingsbury, Stuart Griffing i Gregory Gates.